# فرانك واتكينز
فرانك واتكينز (بالإنجليزية: Frank Watkins)‏ هو عازف قيثارة وموسيقي أمريكي، ولد في 19 فبراير 1968 في تامبا في الولايات المتحدة، وتوفي في 18 أكتوبر 2015 بسبب سرطان.

## وصلات خارجية
- فرانك واتكينز على موقع IMDb (الإنجليزية)
- فرانك واتكينز على موقع ميوزك برينز (الإنجليزية)
- فرانك واتكينز على موقع ديسكوغز (الإنجليزية)